# Molina de Aragón
Molina de Aragón è un comune spagnolo di 3 314 abitanti situato nella comunità autonoma di Castiglia-La Mancia.